# Speedcore
Speedcore é um estilo derivado do hardcore, tendo as características base deste último como o bass (baixo) quase sempre com a mesma intensidade e uma grande variedade de kicks, utilizado para dar batida e ritmo à música. O que distingue o speedcore do hardcore/gabber é o elevado número de batidas por minuto (300 a 15000 bpm). Os temas de speedcore mostram uma união entre a tecnologia e a agressividade do dia a dia das grandes cidades, no som, união entre o hardcore, o techno e o drum n'bass.
Outros estilos de música relacionados com o speedcore são o terrorcore, splittercore e extratone, estando em todos estes uma grande velocidade de batidas, variando apenas os temas e a velocidade em cada um.
Existem alguns tipos de Speedcore com mais de 900bpm, que apenas servem para mostrar a criação do criador do número alto de bpm.
O speedcore é muito usado em simuladores de dança, como DDR, PIU, e outros. Logicamente para oferecer uma dificuldade maior aos jogadores, pois o número de setas por compasso é de acordo com o número de batidas por minuto nesses jogos.